# Steve Ballmer
Steven Anthony Ballmer (Detroit, 24 marzo 1956) è un imprenditore e informatico statunitense.
Dal 12 agosto 2014 è il proprietario della squadra di pallacanestro statunitense Los Angeles Clippers.
A giugno 2024, il Bloomberg Billionaires Index stima che la sua ricchezza personale sia di circa 147 miliardi di dollari, il che lo rende la settima persona più ricca del mondo. Allo stesso tempo, Forbes lo classifica come la decima persona più ricca con un patrimonio netto di $ 125 miliardi di dollari.

## Biografia
Ballmer è nato a Detroit, Michigan, figlio di Beatrice Dworkin e Frederic Henry Ballmer (Fritz Hans Ballmer), un manager della Ford. Suo padre era un immigrato svizzero di Zurigo, sua madre ebrea bielorussa. Attraverso sua madre, Ballmer è cugino di secondo grado dell'attrice e comica Gilda Radner. Ballmer crebbe nella ricca comunità di Farmington Hills, Michigan. Ha anche vissuto a Bruxelles dal 1964 al 1967, dove ha frequentato la Scuola Internazionale di Bruxelles.
Nel 1973, ha frequentato corsi di preparazione al college e di ingegneria presso la Lawrence Technological University. Si è diplomato alla Detroit Country Day School, una scuola privata di preparazione al college a Beverly Hills, Michigan. Ballmer, il primo della sua famiglia a diplomarsi, frequentò quindi l'Università di Harvard, dove fu un manager della squadra di football Harvard Crimson e membro del Fox Club, scrisse sul giornale The Harvard Crimson e sull'Harvard Advocate, visse nello stesso corridoio del collega Bill Gates. Ottenne un punteggio elevato nella William Lowell Putnam Mathematical Competition, un esame sponsorizzato dalla Mathematical Association of America, un punteggio superiore a quello di Bill Gates.
Nel 1977 si è laureato magna cum laude all'Università Harvard in matematica applicata ed economia. Ha poi lavorato come assistente product manager presso Procter & Gamble per due anni, dove ha condiviso un ufficio con Jeff Immelt, che in seguito è diventato CEO di General Electric. Dopo aver provato brevemente a scrivere sceneggiature a Hollywood, nel 1980 Ballmer abbandonò la Stanford Graduate School of Business per unirsi a Microsoft.

## Alla Microsoft
Ballmer è entrato a far parte di Microsoft l'11 giugno 1980 ed è diventato il 30° dipendente di Microsoft e il primo business manager assunto da Gates. Gli fu offerto uno stipendio di $ 50.000 dollari e il 5-10% della società. Quando Microsoft è stata costituita nel 1981, Ballmer possedeva l'8%. Nel 2003, Ballmer ha venduto 39,3 milioni di azioni Microsoft per circa 955 milioni di dollari, riducendo la sua proprietà al 4%. Lo stesso anno, ha sostituito il programma di stock option per i dipendenti di Microsoft.
Nei suoi primi 20 anni in azienda, Ballmer ha diretto diverse divisioni Microsoft, tra cui le operazioni, lo sviluppo dei sistemi operativi, le vendite e il supporto. Nel febbraio 1992 è diventato Executive Vice President for Sales and Support. Ballmer ha guidato lo sviluppo di .NET Framework da parte di Microsoft ed è stato promosso a presidente di Microsoft nel luglio 1998, diventando di fatto il numero due dopo il presidente e amministratore delegato, Bill Gates.

### Amministratore delegato (2000-2014)

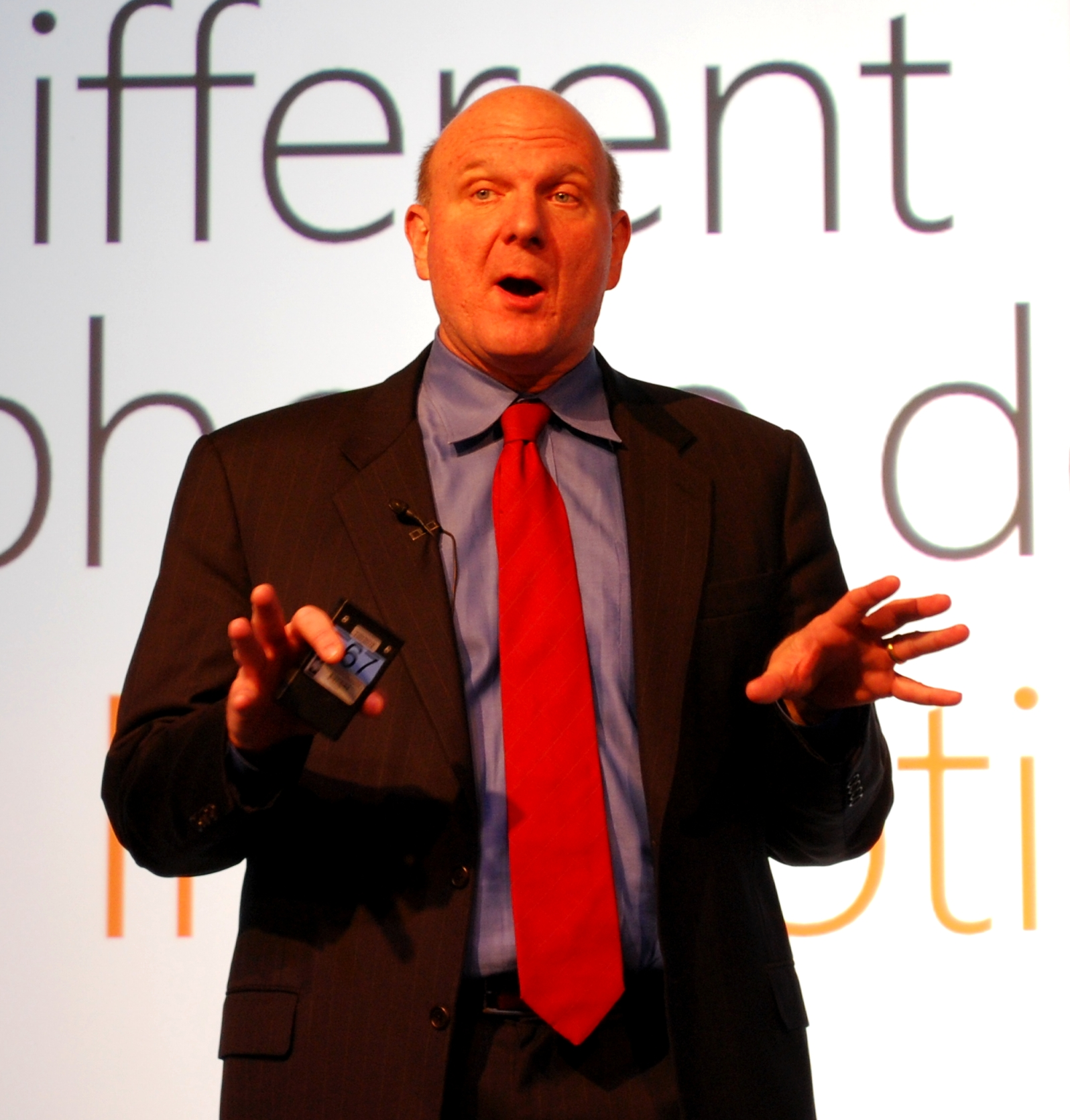
Ballmer al Mobile World Congress 2010

Il 13 gennaio 2000, Ballmer è stato ufficialmente nominato amministratore delegato; gestiva le finanze dell'azienda e le operazioni quotidiane, ma Gates rimase presidente del consiglio di amministrazione e mantenne ancora il controllo della "visione tecnologica" come "capo architetto del software". Gates ha abbandonato le attività quotidiane quando si è dimesso da chief software architect nel 2006, pur rimanendo come presidente, e questo ha dato a Ballmer l'autonomia necessaria per apportare importanti cambiamenti di gestione in Microsoft.
Quando Ballmer ha assunto la carica di CEO, la società stava combattendo una causa antitrust intentata dal governo degli Stati Uniti e da 20 stati, oltre a cause legali collettive e denunce da parte di società rivali. Mentre si diceva che Gates avrebbe continuato a combattere la causa federale, Ballmer ha cercato di risolvere la questione, dicendo: "Essere oggetto di una causa, in effetti, o di una denuncia da parte del tuo governo è una posizione molto scomoda in cui trovarsi. Ha solo tutti i lati negativi. La gente presume che se il governo ha presentato una denuncia c'è davvero un problema, e la tua capacità di dire che siamo un posto buono, corretto e morale è dura. In realtà è dura, anche se ti senti così con te stesso".
Dopo essere diventato CEO, Ballmer ha richiesto una giustificazione aziendale dettagliata per approvare nuovi prodotti, piuttosto che consentire centinaia di prodotti che sembravano potenzialmente interessanti o di tendenza. Nel 2005 ha reclutato B. Kevin Turner da Walmart, che era il presidente e CEO di Sam's Club, per diventare Chief Operating Officer di Microsoft. Turner è stato assunto in Microsoft per guidare il gruppo vendite, marketing e servizi dell'azienda e per instillare più processi e disciplina nelle operazioni e nella forza vendita dell'azienda.
Dal ritiro di Bill Gates, Ballmer ha supervisionato un "drammatico allontanamento dall'eredità PC-first dell'azienda", sostituendo la maggior parte dei principali capi divisione al fine di abbattere i "feudi di talento"; nel 2012, questo ha portato Businessweek a dire che l'azienda "probabilmente [aveva] la migliore gamma di prodotti della sua storia". Ballmer ha guidato la strategia di "connected computing" di Microsoft con acquisizioni come Skype.
Sotto il suo mandato, il prezzo delle azioni di Microsoft ristagnava anche se le entrate annuali della società aumentavano da $ 25 miliardi a $ 70 miliardi, mentre il suo utile netto aumentava del 215% a $ 23 miliardi e il suo profitto lordo di 75 centesimi su ogni dollaro di vendite era il doppio di quello di Google o IBM. Con una crescita dell'utile totale annuo dell'azienda del 16,4%, il mandato di Ballmer in Microsoft ha superato le prestazioni di altri noti amministratori delegati come Jack Welch di General Electric (11,2%) e Louis V. Gerstner Jr. di IBM (2%). Questi guadagni sono arrivati dai franchise Windows e Office esistenti, con Ballmer che ha mantenuto la propria redditività, respingendo le minacce di concorrenti come Linux e altri sistemi operativi open source e Google Docs. Ballmer ha anche costruito una mezza dozzina di nuove attività, come la divisione data centers e la divisione Xbox entertainment and devices (8,9 miliardi di dollari), e ha supervisionato l'acquisizione di Skype. Ballmer ha anche costruito il business aziendale da 20 miliardi di dollari dell'azienda, costituito da nuovi prodotti e servizi come Exchange, Windows Server, SQL Server, SharePoint, System Center e Dynamics CRM, ognuno dei quali inizialmente ha affrontato una battaglia in salita per l'accettazione, ma è emerso come leader o dominante in ogni categoria. Questo mix di prodotti diversificato ha contribuito a compensare la dipendenza dell'azienda da PC e dispositivi informatici mobili quando l'azienda è entrata nell'era post-PC; nel mese di aprile 2013, mentre Windows Phone 8 e Windows 8 non sono riusciti ad aumentare la loro quota di mercato, la società ha aumentato i suoi profitti del 19% rispetto al trimestre precedente nel 2012, poiché la divisione Microsoft Business (incluso Office 365) e la divisione Server e strumenti (servizi cloud) sono ciascuna più grande della divisione Windows. 

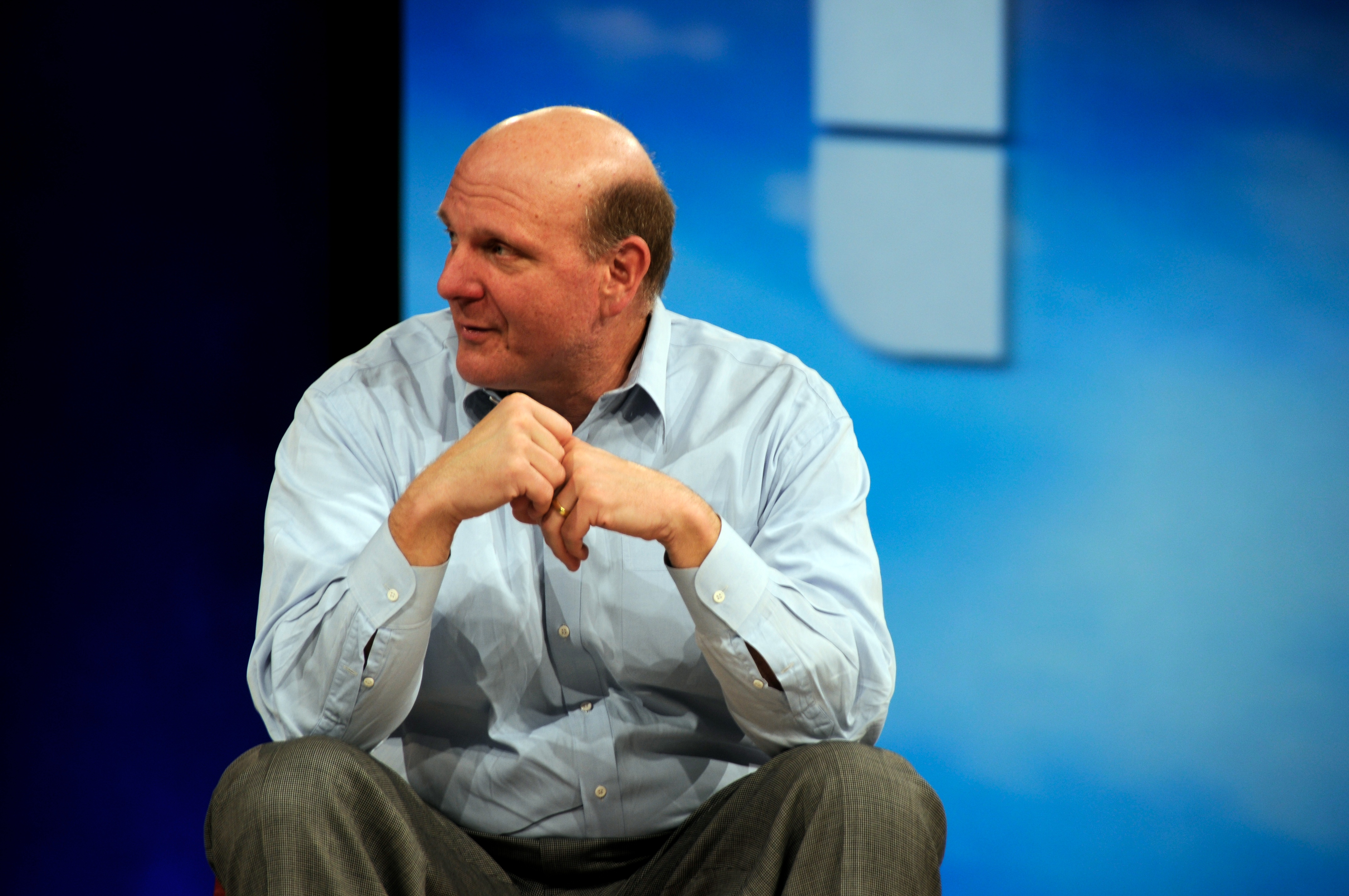
Ballmer al MIX Microsoft nel 2008

Ballmer ha attirato critiche per non essere riuscito a capitalizzare diverse nuove tecnologie di consumo, costringendo Microsoft a recuperare terreno nei settori dei tablet, degli smartphone e dei lettori musicali con risultati contrastanti. Secondo il Wall Street Journal, sotto la supervisione di Ballmer, "in molti casi, Microsoft si è aggrappata a tecnologie come smartphone, touchscreen, auto 'intelligenti' e orologi da polso che leggevano i risultati sportivi ad alta voce molto prima di Apple o Google. Ma ha ripetutamente ucciso progetti promettenti se minacciavano le sue vacche da mungere [Windows e Office]". Ballmer è stato persino nominato uno dei peggiori amministratori delegati del 2013 dalla BBC. A seguito di queste numerose critiche, nel maggio 2012, il gestore di hedge fund David Einhorn ha chiesto a Ballmer di dimettersi da CEO di Microsoft. "La sua continua presenza è il più grande sbalzo sulle azioni di Microsoft", ha detto Einhorn in riferimento a Ballmer. In un articolo del maggio 2012 sulla rivista Forbes, Adam Hartung ha descritto Ballmer come "il peggior CEO di una grande società americana quotata in borsa", affermando che aveva "guidato Microsoft fuori da alcuni dei mercati tecnologici in più rapida crescita e più redditizi (musica mobile, cuffie e tablet)".
Come parte dei suoi piani per espandere l'hardware, il 19 giugno 2012, Ballmer ha rivelato il primo dispositivo informatico di Microsoft, un tablet chiamato Microsoft Surface, in un evento tenutosi a Hollywood, Los Angeles. Ha poi annunciato l'acquisto da parte della società della divisione di telefonia mobile di Nokia nel settembre 2013, la sua ultima importante acquisizione per Microsoft come CEO.
Ballmer ha costruito la propria fortuna grazie alle stock options ricevute come dipendente Microsoft. Dopo Bill Gates, è stato uno dei più carismatici leader all'interno di Microsoft, noto anche per alcuni comportamenti particolarmente estrosi esibiti in più occasioni. È noto anche per alcuni commenti aspramente critici nei confronti di Apple, Linux e del movimento open source.
Il 23 agosto 2013 annuncia in una lettera che si sarebbe dimesso dalla carica di amministratore delegato di Microsoft entro 12 mesi. Un comitato speciale che includeva Bill Gates avrebbe deciso il prossimo amministratore delegato. [47] ista di potenziali successori di Ballmer come CEO di Microsoft, ma tutti avevano lasciato l'azienda: Jim Allchin, Brad Silverberg, Paul Maritz, Nathan Myhrvold, Greg Maffei, Pete Higgins, Jeff Raikes, J. Allard, Robbie Bach, Bill Veghte, Ray Ozzie, Bob Muglia e Steven Sinofsky. [48][49] B. Kevin T urner, Chief Operating Officer (COO) di Microsoft, era considerato da alcuni un numero due de facto di Ballmer. Il 4 febbraio 2014, Satya Nadella è succeduto a Ballmer come CEO.

### Dopo le dimissioni
Il 5 novembre Ballmer partecipa a Building the vision, evento di start-up e innovazione andato in scena al teatro Eliseo di Roma.
Il 12 agosto 2014, la NBA, lega cestistica americana, ha definito l'acquisto, per la cifra record di 2 miliardi di dollari, della franchigia dei Los Angeles Clippers da parte di Steve Ballmer, che rileva la franchigia dal precedente proprietario, Donald Sterling.

## Vita privata
Nel 1990 Ballmer ha sposato Connie Snyder. La coppia ha tre figli.
I Ballmer vivono principalmente a Hunts Point, Washington. Sono anche proprietari di diverse case nell'area di Seattle e, dal 2024, di un totale di 10 proprietà vicino a Coupeville, Washington.